# Liste der Baudenkmale in Hoya
In der Liste der Baudenkmale in Hoya sind alle Baudenkmale der niedersächsischen Gemeinde Hoya aufgelistet. Die Quelle der Baudenkmale ist der Denkmalatlas Niedersachsen. Der Stand der Liste ist der 1. November 2020.

## Allgemein
In den Spalten befinden sich folgende Informationen:
- Lage: die Adresse des Baudenkmales und die geographischen Koordinaten. Kartenansicht, um Koordinaten zu setzen. In der Kartenansicht sind Baudenkmale ohne Koordinaten mit einem roten Marker dargestellt und können in der Karte gesetzt werden. Baudenkmale ohne Bild sind mit einem blauen Marker gekennzeichnet, Baudenkmale mit Bild mit einem grünen Marker.
- Bezeichnung: Bezeichnung des Baudenkmales
- Beschreibung: die Beschreibung des Baudenkmales. Unter § 3 Abs. 2 NDSchG werden Einzeldenkmale und unter § 3 Abs. 3 NDSchG Gruppen baulicher Anlagen und deren Bestandteile ausgewiesen.
- ID: die Objekt-ID des Baudenkmales
- Bild: ein Bild des Baudenkmales, ggf. zusätzlich mit einem Link zu weiteren Fotos des Baudenkmals im Medienarchiv Wikimedia Commons. Wenn man auf das Kamerasymbol klickt, können Fotos zu Baudenkmalen aus dieser Liste hochgeladen werden:

## Hoya

### Gruppe: Gutshof, Schloßplatz 1
Die Gruppe „Gutshof, Schloßplatz 1“ hat die ID 31036308.

| Lage                                      | Bezeichnung | Beschreibung | ID       | Bild |
| ----------------------------------------- | ----------- | --- | -------- | ---- |
| Schloßplatz 1 52° 48′ 28″ N, 9° 8′ 47″ O  | Stall       | eingeschossiges Gebäude in der Bildmitte | 31061812 |      |
| Schloßplatz 1 52° 48′ 27″ N, 9° 8′ 46″ O  | Herrenhaus  | Zwölfachsiges klassizistisches Herrenhaus von 1765 in Fachwerk mit Krüppelwalmdach; angebauter Rittersaal von 1830 mit Panorama-Bildtapeten von 1829                                        | 31061785 |      |
| Schloßplatz 1 52° 48′ 25″ N, 9° 8′ 46″ O  | Park        | Die Parkanlage mit ihrem bis zu 150 Jahre alten Baumbestand schließt sich südlich an die Gebäude des einstigen Ritterguts von Behr an. Eine Lindenallee begleitet die Zufahrt zum Gutshaus. | 31061867 |      |
| Schloßplatz 1 52° 48′ 24″ N, 9° 8′ 47″ O  | Torpfosten  | Vier Torpfosten von 1733 als quadratische Säulen | 31062268 |      |
| Schloßplatz 1 52° 48′ 25″ N, 9° 8′ 47″ O  | Mauer       | Backsteinmauer | 39142423 |      |
| Schloßplatz 1a 52° 48′ 26″ N, 9° 8′ 48″ O | Melkhaus    | Eingeschossiges verklinkertes Melkhaus mit Krüppelwalmdach | 31061831 |      |
| Schloßplatz 1 52° 48′ 27″ N, 9° 8′ 48″ O  | Stall       | Eingeschossiger verputzter Stall | 31061850 |      |

### Gruppe: Wohnhäuser Kirchstraße
Die Gruppe „Wohnhäuser Kirchstraße“ besteht aus zwei Gebäuden des späten 18. Jahrhunderts mit Ziegelfachwerk. Die Gruppe hat die ID 31036272.

| Lage                                      | Bezeichnung | Beschreibung | ID       | Bild |
| ----------------------------------------- | ----------- | --- | -------- | ---- |
| Kirchstraße 18 52° 48′ 30″ N, 9° 8′ 52″ O | Wohnhaus    | Das eingeschossige Fachwerkgebäude wurde Ende des 18. Jahrhunderts unter einem Krüppelwalmdach errichtet.                        | 31061546 |      |
| Kirchstraße 19 52° 48′ 30″ N, 9° 8′ 53″ O | Wohnhaus    | Das zweigeschossiger Fachwerkgebäude wurde Ende des 18. Jahrhunderts mit hell geputzten Gefachen unter einem Walmdach errichtet. | 31061568 |      |

### Gruppe: Herrenhaus mit profanierter Kirche (Im Park 1)
Die Gruppe „Herrenhaus mit profanierter Kirche (Im Park 1)“ besteht aus der spätmittelalterlichen Kirche und der barocken Umgebung und hat die ID 31037054.

| Lage                                      | Bezeichnung | Beschreibung | ID       | Bild           |
| ----------------------------------------- | ----------- | --- | -------- | -------------- |
| Kirchstraße 29 52° 48′ 30″ N, 9° 8′ 55″ O | Kirche      | Die profanierte St.-Martins-Kirche wurde 1750 bis 1752 zu einer zweigeschossigen, dreischiffigen Emporenkirche umgebaut. Der mehreckige Chor besteht aus Backstein und kann auf das 15. Jahrhundert datiert werden. Der Westturm wurde 1828 errichtet. Die Kirche wurde profaniert und seit Mitte der 1990er Jahre als Kulturzentrum genutzt. | 31061590 | Weitere Bilder |
| Im Park 1 52° 48′ 30″ N, 9° 8′ 57″ O      | Toranlage   | Die 1778 errichtete Toranlage besteht aus vier quadratischen Pfeilern mit Basis und Kapitell, die ästhetisch gestaltet sind. | 31062246 |                |
| Im Park 1 52° 48′ 29″ N, 9° 9′ 0″ O       | Herrenhaus  | Gebäude in Fachwerk vom 17. Jh. Querbau von um 1800, Anbauten von 1830, seit 1983 Heimatmuseum | 31062046 |                |
| Am Bürgerpark 52° 48′ 24″ N, 9° 9′ 0″ O   | Park        | Der Bürgerpark mit seinen Denkmalen aus dem 19. und 20. Jahrhundert wurde wegen der Veränderungen 2011 aus dem Denkmalverzeichnis gestrichen. | 31061389 | BW             |

### Gruppe: Amtsgebäude
Die Gruppe „Amtsgebäude“ besteht aus dem hochherrschaftlichen Wohnhaus und der nebenliegenden Scheune und hat die ID 31036284.

| Lage                                           | Bezeichnung         | Beschreibung | ID       | Bild |
| ---------------------------------------------- | ------------------- | --- | -------- | ---- |
| Hasseler Steinweg 1 52° 48′ 24″ N, 9° 8′ 52″ O | Wohn-/Geschäftshaus | Das klassizistische zweigeschossige verputzte Gebäude mit Eckverquaderung aus Werkstein wurde 1776 bis 1780 als Amtshaus errichtet und bis 1932 als Verwaltungsgebäude des Landrats genutzt. Später wurde es zu einem Wohngebäude umgebaut. | 31061480 |      |
| Kirchstraße 38 52° 48′ 25″ N, 9° 8′ 51″ O      | Scheune             | Die eingeschossige Backsteinscheune wurde im 18. Jahrhundert unter einem Walmdach errichtet und später als Wohngebäude umgenutzt. | 31061616 |      |

### Gruppe: Schloss Hoya
Die Gruppe „Schloss Hoya“ besteht aus der alten dreiflügeligen Schlossanlage und hat die ID 31036296.

| Lage                                           | Bezeichnung   | Beschreibung | ID       | Bild           |
| ---------------------------------------------- | ------------- | --- | -------- | -------------- |
| Schloßplatz 3, 4, 5 52° 48′ 19″ N, 9° 8′ 47″ O | Schlossanlage | Das zweigeschossige, verputzte und freistehende massive Gebäude ist der 1840 errichtete Mitteltrakt, der unter einem Walmdach steht und 1852 bis 1853 aufgestockt wurde.  | 31061906 | Weitere Bilder |
| Schloßplatz 3, 4, 5 52° 48′ 20″ N, 9° 8′ 48″ O | Schlossanlage | Das zweigeschossige, verputzte und freistehende massive Gebäude (Ostflügel) wurde erstmals im 13. Jahrhundert erwähnt und im 19. Jahrhundert klassizistisch umgestaltet.  | 52744831 | Weitere Bilder |
| Schloßplatz 3, 4, 5 52° 48′ 20″ N, 9° 8′ 46″ O | Schlossanlage | Das zweigeschossige, verputzte und freistehende massive Gebäude (Westflügel) wurde erstmals im 13. Jahrhundert erwähnt und im 19. Jahrhundert klassizistisch umgestaltet. | 52744848 | Weitere Bilder |
| Schloßplatz 3, 4, 5 52° 48′ 19″ N, 9° 8′ 48″ O | Park          | Die früheren Parkanlagen sind weitgehend auf die umgebenden Grünflächen um das Schloss reduziert.                                                                         | 46298174 | Weitere Bilder |

### Gruppe: Meliorationshauptkanal
Die Gruppe „Meliorationshauptkanal“ umfasst landkreis- und gemeindeübergreifend Abschnitte des 1882 bis 1889 angelegten Meliorationskanals von Hoya bis Bruchhausen-Vilsen. Die Gruppe hat die ID 41385305.

| Lage                       | Bezeichnung | Beschreibung                                                                                             | ID       | Bild |
| -------------------------- | ----------- | --- | -------- | ---- |
| 52° 48′ 21″ N, 9° 6′ 26″ O | Kanal       | Der Meliorationshauptkanal (nach Bruchhausen-Vilsen) wurde mit seinen Zuleitern 1882 bis 1889 errichtet. | 41385058 | BW   |

### Einzelbaudenkmale
| Lage                                                      | Bezeichnung | Beschreibung | ID       | Bild           |
| --------------------------------------------------------- | ----------- | --- | -------- | -------------- |
| Stiefelstraße 2 52° 48′ 30″ N, 9° 8′ 51″ O                | Wohnhaus    | Das Fachwerkgebäude mit Putzausfachungen und Satteldach wurde vermutlich im 19. Jahrhundert als Wohngebäude errichtet. | 31061928 |                |
| Bakelberg 16 52° 48′ 31″ N, 9° 8′ 50″ O                   | Wohnhaus    | Das Fachwerkgebäude mit Steinausfachungen und Satteldach wurde vermutlich im 19. Jahrhundert als Wohngebäude errichtet. | 31061369 |                |
| Kirchstraße 4 52° 48′ 25″ N, 9° 8′ 50″ O                  | Wohnhaus    | Das zweigeschossige verputzte historisierende giebelständige Gebäude wurde um 1860 mit einer Schaufassade unter einem Satteldach errichtet. | 31061502 |                |
| Kirchstraße 17 52° 48′ 30″ N, 9° 8′ 51″ O                 | Wohnhaus    | Das eingeschossige Fachwerkgebäude wurde im 17. Jahrhundert als Bürgerhaus mit Putzausfachungen und dreifach vorspringendem Giebel unter einem Satteldach errichtet. | 31061524 |                |
| Von-Kronenfeldt-Straße 36 52° 48′ 31″ N, 9° 8′ 21″ O      | Villa       | Das zweigeschossige Backsteingebäude wurde um 1920 für die Familie von Ditfurth unter einem Walmdach mit Aufschieblingen errichtet. | 31061950 |                |
| Knesestraße 17 + 19 52° 48′ 27″ N, 9° 8′ 23″ O            | Schule      | Das zweigeschossige massive Gebäude wurde um 1925 unter einem Walmdach als Schule errichtet. | 31061638 |                |
| Knesestraße 21 52° 48′ 28″ N, 9° 8′ 22″ O                 | Turnhalle   | Das neoklassizistische verputzte Gebäude mit zweigeschossigem Eingang und eingeschossiger Turnhalle wurde 1925 errichtet. | 31061659 |                |
| Lange Straße 5 52° 48′ 21″ N, 9° 8′ 34″ O                 | Wohnhaus    | Das Fachwerkgebäude von 1614 wurde mit Steinausfachungen unter einem Satteldach errichtet. Der Giebel zeigt reiche Ornamente. Es ist das Geburtshaus von Johann Beckmann (1739-1811). | 31062006 |                |
| Lange Straße 11 52° 48′ 20″ N, 9° 8′ 32″ O                | Schule      | Das zweigeschossige neogotische Backsteingebäude mit Treppengiebel und Giebelrisalit am Treppenhaus unter einem Satteldach wurde 1865 nach den Entwürfen des Architekten Adelbert Hotzen errichtet. | 31061702 | Weitere Bilder |
| Lange Straße 12 52° 48′ 22″ N, 9° 8′ 33″ O                | Apotheke    | Die sog. Ratsapotheke (1841 bis 1989) wurde als zweigeschossiges klassizistisches Gebäude auf einem Sockel und unter einem Walmdach 1841 errichtet. Später erfolgte ein Fachwerkanbau. | 31062208 |                |
| Lange Straße 41 52° 48′ 19″ N, 9° 8′ 20″ O                | Wohnhaus    | Das zweigeschossige historisierende Backsteingebäude mit Risalit unter einem Satteldach mit Gauben wurde um 1900 errichtet. | 31061744 |                |
| Lange Straße 64 52° 48′ 20″ N, 9° 8′ 13″ O                | Wohnhaus    | Das zweigeschossige Gebäude mit Giebelrisalit unter einem Walm- und einem Satteldach sowie mit dekorativer Fassade und Turm mit spitzem Helm wurde als sog. „Villa Niemeyer“ 1885 errichtet. Von 1934 bis 1980 wurde es als Rathaus genutzt und heute als Wohn- und Geschäftshaus.                            | 31061765 |                |
| Deichstraße 11 52° 48′ 25″ N, 9° 8′ 38″ O                 | Wohnhaus    | Das zweigeschossige Fachwerkgebäude wurde vermutlich um 1650/60 mit Putzausfachungen und seitlichem Erker unter einem Satteldach errichtet. Dieses sog. Hüpedenhaus diente Friedrich Hüpeden, auf dessen Initiative 1847 die Spar-, Leih- und Vorschuß-Casse des Fleckens Hoya gegründet wurde, als Wohnhaus. | 31061414 |                |
| Deichstraße 13 52° 48′ 26″ N, 9° 8′ 38″ O                 | Wohnhaus    | Das eingeschossige Fachwerkgebäude mit Putzausfachungen wurde 1658 unter einem Satteldach errichtet. Die Giebel kragen mehrfach vor. Von 1687 bis 1841 befand sich hier die Rats-Apotheke. | 31061436 |                |
| Schlossplatz 2 52° 48′ 24″ N, 9° 8′ 48″ O                 | Rathaus     | Das zweigeschossige verputzte Gebäude wurde 1914 als Kreisberufsschule im Jugendstil unter einem Mansarddach errichtet. Seit 1980 befindet sich dort das Rathaus. | 31061885 | Weitere Bilder |
| Weserstraße (L 330, Km 29,112) 52° 48′ 20″ N, 9° 8′ 43″ O | Brücke      | Die 1955 errichtete Stabbogenbrücke führt über die Weser. | 31061680 | Weitere Bilder |

### Ehemalige Baudenkmale
| Lage                                       | Bezeichnung              | Beschreibung | ID       | Bild |
| ------------------------------------------ | ------------------------ | --- | -------- | ---- |
| Amtsstraße 3 52° 48′ 32″ N, 9° 8′ 53″ O    | Wohnhaus                 | Anfang des 18. Jahrhunderts wurde das eingeschossige Fachwerkgebäude unter einem Satteldach errichtet. Wegen der Veränderungen wurde es 2011 aus dem Denkmalverzeichnis gestrichen. | 31061350 | BW   |
| Bakelberg 1 52° 48′ 32″ N, 9° 8′ 52″ O     | Wohnhaus                 | Anfang des 18. Jahrhunderts wurde das eingeschossige Fachwerkgebäude unter einem Satteldach errichtet. Wegen der Veränderungen wurde es 2011 aus dem Denkmalverzeichnis gestrichen. | 31061987 | BW   |
| Deichstraße 18 52° 48′ 24″ N, 9° 8′ 39″ O  | Wohn-/Wirtschaftsgebäude | Das Wandständer-Fachwerkgebäude wurde um 1600 unter einem Krüppelwalmdach errichtet. Das Gebäude wurde abgebrochen und 2007 aus dem Denkmalverzeichnis gestrichen.                  | 31062152 | BW   |
| Deichstraße 30 52° 48′ 26″ N, 9° 8′ 40″ O  | Wohnhaus                 | Das Fachwerkgebäude wurde Anfang des 18. Jahrhunderts unter einem Krüppelwalmdach errichtet. Wegen der Veränderungen wurde es 1997 aus dem Denkmalverzeichnis gestrichen.           | 31061459 | BW   |
| Lange Straße 39 52° 48′ 19″ N, 9° 8′ 21″ O | Wohnhaus                 | Das Fachwerkgebäude wurde 1714 unter einem Satteldach errichtet. Wegen der Veränderungen wurde es 1990 aus dem Denkmalverzeichnis gestrichen.                                       | 31061724 | BW   |